# Conway Peak
Der Conway Peak ist ein eisfreier Berggipfel von 1800 m Höhe im ostantarktischen Viktorialand. Er ragt zwischen dem Wreath Valley und dem Albert Valley in den Apocalypse Peaks auf.
Das Advisory Committee on Antarctic Names benannte ihn 2005 nach dem Neuseeländer Maurice Conway, der als Geländeführer für deutsche Expeditionen ins Viktorialand und ins Marie-Byrd-Land (1979–2000) und für das United States Antarctic Program auf der Roosevelt-Insel und zu den Gletscherströmen im westlichen Marie-Byrd-Land (1997–2004) tätig war.